# Дохошищ
Дохошищ (на албански: Dohoshisht или Dohoshishti) е село в Албания, част от община Дебър, административна област Дебър.

## География
Селото е разположено в историко-географската област Долни Дебър по долината на Черни Дрин в западните склонове на Кораб.

## История
На Етнографската карта на Битолския вилает на Картографския институт в София от 1901 година Душица е чисто албанско село в Долнодебърската каза на Дебърския санджак с 90 къщи.
След Балканската война в 1913 година селото попада в новосъздадена Албания.
До 2015 година селото е част от община Томин.

## Личности
Родени в Дохошищ
- Улси Маня (р. 1973), албански политик
- Юсуф Дибра (? - 1927), албански политик